# Indywidualne Mistrzostwa Polski w Zapasach 1928
Mistrzostwa Polski w Zapasach 1928 – zawody sportowe, które odbyły się 18 i 19 marca 1928 w Poznaniu.
Mistrzostwa odbyły się wyłącznie w stylu klasycznym.

## Medaliści
| Kategoria:     | Złoto:                               | Srebro:                                  | Brąz:                            |
| waga musza     | Henryk Ganzera Sokół II Katowice     | Ferdynand Botorek Sokół II Katowice      | Jan Koptoń Athen Ruda Śląska     |
| waga kogucia   | Konstanty Moczko Sokół II Katowice   | Ryszard Dworok Strzelec Nowy Bytom       | Władysław Galski Legia Warszawa  |
| waga piórkowa  | Wilhelm Gąsior Sokół II Katowice     | Władysław Bajorek Wisła Kraków           | Wacław Ziółkowski Legia Warszawa |
| waga lekka     | Ryszard Błażyca Powstaniec Nowa Wieś | Dzięciołowski Legia Warszawa             | Miejnik Lwów                     |
| waga średnia   | Stefan Osiński Legia Warszawa        | Moritz Morgenstern Kościuszko Łagiewniki | Aleksander Jaworski Wisła Kraków |
| waga półciężka | Jan Gałuszka Sokół II Katowice       | Pełech Lwów                              | Adam Sasorski Legia Warszawa     |
| waga ciężka    | Marian Cieniewski Legia Warszawa     | Eryk Zeug Powstaniec Nowa Wieś           | Karol Wierzbicki Legia Warszawa  |